# Nenad Dimitrijević
Nenad Dimitrijević (nascut el 23 de febrer de 1998 a Skopje) és un jugador de bàsquet macedoni que actualment juga al Club Joventut Badalona, a la lliga ACB. També és membre de la Selecció de bàsquet de Macedònia del Nord.

## Carrera esportiva
L'any 2012 va fitxar pel cadet del Joventut provinent del Junior Fruktal Skopje. Després de quatre temporades a les categories inferiors del club, es va convertir en desembre de 2016 en jugador de ple dret del primer equip, entrenat per Diego Ocampo, en una temporada on va començar jugant al vinculat Club Arenys Bàsquet. En el mes de gener de 2017, Dimitrijevic va deixar el seu segell en el partit de Lliga ACB davant el MoraBanc Andorra amb una gran exhibició, signant 9 punts, 6 rebots i 5 assistències. Només quatre jugadors havien aconseguit aquestes xifres abans a la Lliga Endesa abans de complir els 19 anys.

## Estadístiques

### Temporada regular
| Any       | Equip     | PJ | 5i | Min  | %2P  | %3P  | %TL  | Reb | Ass | Rec | Tap | Punts | Val |
| --------- | --------- | -- | -- | ---- | ---- | ---- | ---- | --- | --- | --- | --- | ----- | --- |
| 2016-17   | Joventut  | 18 | 0  | 9,6  | 50   | 37   | 70   | 0,8 | 1   | 0,5 | 0   | 3,4   | 0,3 |
| 2017-18   | Joventut  | 32 | 1  | 12,5 | 57   | 24   | 8    | 1   | 1,6 | 0,4 | 0,1 | 4,7   | 2,9 |
| 2018-19   | Joventut  | 34 | 0  | 14,2 | 54   | 27   | 88   | 1,5 | 2,1 | 0,6 | 0   | 5,7   | 5,7 |
| Total ACB | Total ACB | 84 | 1  | 12,6 | 54,7 | 27,4 | 83,7 | 1,2 | 1,7 | 0,5 | 0   | 4,9   | 3,5 |

### Playoffs
| Any     | Equip    | PJ | 5i | Min | %2P | %3P | %TL | Reb | Ass | Rec | Tap | Punts | Val |
| ------- | -------- | -- | -- | --- | --- | --- | --- | --- | --- | --- | --- | ----- | --- |
| 2018-19 | Joventut | 1  | 0  | 4   | 0   | 0   | 0   | 0   | 0   | 1   | 0   | 0     | 0   |